# دسونس الحلفاية
قرية دسونس الحلفاية هي إحدى القرى التابعة لمركز أبو حمص في محافظة البحيرة في جمهورية مصر العربية. حسب إحصاءات سنة 2006، بلغ إجمالي السكان في دسونس الحلفاية 12740 نسمة، منهم 6332 رجل و6408 امرأة.